# Mézières-sur-Ponthouin
Mézières-sur-Ponthouin – miejscowość i gmina we Francji, w regionie Kraj Loary, w departamencie Sarthe.
Według danych na rok 1990 gminę zamieszkiwało 598 osób, a gęstość zaludnienia wynosiła 33 osób/km² (wśród 1504 gmin Kraju Loary Mézières-sur-Ponthouin plasuje się na 787. miejscu pod względem liczby ludności, natomiast pod względem powierzchni na miejscu 635.).